# Пуджа Бхатт

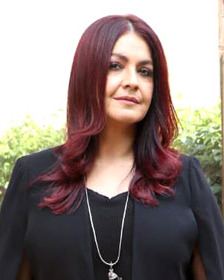
Бхатт у 2019

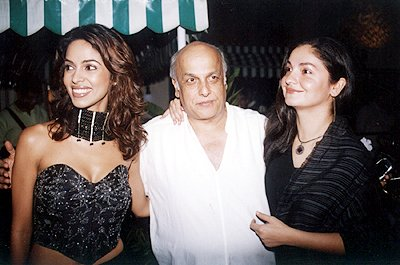
Бхатт (праворуч) зі своїм батьком Махешом Бхаттом і актрисою Маллікою Шерават у 2004 році.

Пуджа Бхатт (Pooja Bhatt, *24 лютого 1972) — індійська акторка, продюсерка, режисерка, монтажерка, сценаристка, а також модель. 

## Біографія
Пуджа Бхатт народилася 24 лютого 1972 року в сім'ї індійського режисера Махеша Бхатта та його першої дружини Кіран (Лорен Брайт). Від батька вона має гуджаратське коріння, від матері — англійське, шотландське, вірменське та бірманське. Пуджа є падчеркою Соні Раздан. У неї є рідний брат Рахул, а також дві однокровні сестри Шахін та Алія. Її кузенами є Мохіт Сурі та Емран Хашмі.
З 2003 року одружена з ресторатором та відео-жокеєм Манішем Махіджею.

## Кар'єра
Пуджа Бхатт дебютувала у 17 років у 1989 році головною роллю в телефільмі «Тато», знятому її батьком. Втілила підлітку, яка важко переживає стосунки зі своїм батьком-алкоголіком, роль якого виконав актор Анупам Кхер. Ця робота принесла їй Filmfare Award за найкращу дебютну жіночу роль.
Її найбільший сольний хіт і дебют на великому екрані відбувся з музичним хітом Dil Hai Ke Manta Nahin (1991), ремейком оскароносної голлівудської класики It Happened One Night. Пуджа Бхатт з'являлася на багатьох сміливих зйомках, як-от Stardust. Надалі вона грала в багатьох фільмах свого батька, таких як «Одержимість» (1992), «Я знову згадую про тебе» (1993), «Між двох вогнів» (1993). Знялася також у кількох регіональних індійських фільмах.
Її останньою появою в кіно став фільм Everybody Says I'm Fine! 2001 року, після якого Пуджа вирішила більше не зніматися. Натомість вона зосередилася на продюсуванні та режисурі. Вперше як режисерка вона виступила з фільмом «Спокутний гріх» у 2004 році, в головних ролях якого знялися Джон Абрахам та Удіта Госвамі. З того часу Пуджа зняла чотири картини: "Канікули" (2006), "Обман" (2007), "Очі чорні" (2010), "Темна сторона бажання 2" (2012).
У 2020 році Бхатт повернувся до акторської гри у фільмі «Садак 2», продовженні популярного фільму 1991 року. Її батько повернувся до режисури з цим фільмом через 20 років. Він був випущений 28 серпня 2020 року на потоковій платформі Disney+ Hotstar.

## Фільмографія

##### Акторка
| Рік  | Назва                               | Роль                    |
| ---- | ----------------------------------- | ----------------------- |
| 1989 | Daddy                               | Пуджа                   |
| 1991 | Dil Hai Ki Manta Nahin              | Пуджа                   |
| 1991 | Sadak                               | Пуджа                   |
| 1992 | Junoon                              | Лікарка Ніта Чаухан     |
| 1992 | Prem Deewane                        | Радха                   |
| 1992 | Saatwan Aasman                      | Пуджа Мальхотра         |
| 1992 | Jaanam                              | Анджалі                 |
| 1993 | Sir                                 | Пуджа                   |
| 1993 | Chor Aur Chand                      | Ріма                    |
| 1993 | Pehla Nasha                         | Моніка                  |
| 1993 | Tadipaar                            | Мохіні Деві / Намкін    |
| 1993 | Phir Teri Kahani Yaad Aayee         | Пуджа                   |
| 1994 | Naaraaz                             | Сонія                   |
| 1994 | Kranti Kshetra                      | Пуджа                   |
| 1995 | Guneghar                            | Пуджа Тхакур            |
| 1995 | Hum Dono                            | Пріянка Сурендра Гупта  |
| 1995 | Angrakshak                          | Пріянка “Прія” Чаудхарі |
| 1996 | Chaahat                             | Пуджа                   |
| 1997 | Border                              | Кану                    |
| 1997 | Tamanna                             | Таманна                 |
| 1998 | Kabhi Na Kabhi                      | Тіна                    |
| 1998 | Angaaray                            | Пуджа                   |
| 1998 | Yeh Aashiqui Meri Yeh Aashiqui Meri | -                       |
| 1998 | Zakhm                               | Мати                    |
| 2000 | Sanam Teri Kasam                    | Сіма Кханна             |
| 2000 | Yeh Pyar Hi To Hai                  | -                       |
| 2001 | Everybody Says I'm Fine!            | Танія                   |

## Номінації и нагороди
| Рік  | Нагорода                                        | Категорія                                                                       | Фільм   | Результат  |
| ---- | ----------------------------------------------- | ------------------------------------------------------------------------------- | ------- | ---------- |
| 1991 | 36-а премія Filmfare Awards                     | Найкращий жіночий дебют                                                         | Татусь  | Перемога   |
| 1997 | 44-а Національна кінопремія                     | Найкращий фільм про соціальні проблеми                                          | Tamanna | Перемога   |
| 1999 | 46-а Національна кінопремія                     | Премія Наргіс Датт за найкращий повнометражний фільм про національну інтеграцію | Zakhm   | Перемога   |
| 1999 | Нагорода Бенгальської асоціації кіножурналістів | Найкраща жіноча роль (хінді)                                                    | Zakhm   | Перемога   |
| 2004 | Zee Cine Awards                                 | Найкращий режисерський дебют                                                    | Paap    | Номінована |